# Papaver
Papaver је биљни род из породице Papaveraceae. Типска врста је мак.

## Врсте
1. Papaver acrochaetum  Bornm.
2. Papaver aculeatum  Thunb.
3. Papaver albiflorum  Pacz.
4. Papaver alboroseum  Hultén
5. Papaver alpinum  L.
6. Papaver ammophilum  (Turcz.) Peschkova
7. Papaver amurense  (N.Busch) Karrer
8. Papaver anadyrense  V.V.Petrovsky
9. Papaver angustifolium  Tolm.
10. Papaver anjuicum  Tolm.
11. Papaver apulum  Ten.
12. Papaver arenarium  M.Bieb.
13. Papaver armeniacum  (L.) DC.
14. Papaver atlanticum  (Ball) Coss.
15. Papaver atrovirens  V.V.Petrovsky
16. Papaver bracteatum  Lindl.
17. Papaver calcareum  V.V.Petrovsky
18. Papaver californicum  A.Gray
19. Papaver cambricum  L.
20. Papaver canescens  Tolm.
21. Papaver chakassicum  Peschkova
22. Papaver chionophilum  V.V.Petrovsky
23. Papaver confine  Jord.
24. Papaver corona-sancti-stephani  Zapal.
25. Papaver croceum  Ledeb.
26. Papaver czekanowskii  Tolm.
27. Papaver decaisnei  Hochst. & Steud. ex Elkan
28. Papaver detritophilum  V.V.Petrovsky
29. Papaver dubium  L.
30. Papaver glabrum  Royle
31. Papaver glaucum  Boiss. & Hausskn.
32. Papaver × godronii  Rouy
33. Papaver gorgoneum  Cout.
34. Papaver gorodkovii  Tolm. & V.V.Petrovsky
35. Papaver gracile  Aucher ex Boiss.
36. Papaver heterophyllum  (Benth.) Greene
37. Papaver humile  Fedde
38. Papaver × hungaricum  Borbás
39. Papaver hybridum  L.
40. Papaver hypsipetes  V.V.Petrovsky
41. Papaver involucratum  Popov
42. Papaver jacuticum  Peschkova
43. Papaver laestadianum  (Nordh.) Nordh.
44. Papaver laevigatum  M.Bieb.
45. Papaver lapeyrouseanum  Gutermann ex Greuter & Burdet
46. Papaver lapponicum  (Tolm.) Nordh.
47. Papaver lecoqii  Lamotte
48. Papaver leiocarpum  (Turcz.) Popov
49. Papaver leucotrichum  Tolm.
50. Papaver macounii  Greene
51. Papaver macrostomum  Boiss. & A.Huet
52. Papaver mairei  Batt.
53. Papaver mcconellii  Hultén
54. Papaver microcarpum  DC.
55. Papaver minus  (Boivin ex Bél.) Meikle
56. Papaver minutiflorum  Tolm.
57. Papaver miyabeanum  Tatew.
58. Papaver multiradiatum  V.V.Petrovsky
59. Papaver nigrotinctum  Fedde
60. Papaver nivale  Tolm.
61. Papaver nudicaule  L.
62. Papaver ocellatum  Woronow
63. Papaver olchonense  Peschkova
64. Papaver orientale  L.
65. Papaver paphium  M.V.Agab., Christodoulou & Hand
66. Papaver paucistaminum  Tolm. & V.V.Petrovsky
67. Papaver pavoninum  C.A.Mey.
68. Papaver persicum  Lindl.
69. Papaver pinnatifidum  Moris
70. Papaver polare  (Tolm.) Perfil.
71. Papaver popovii  Sipliv.
72. Papaver × pseudo-orientale  E.G.Camus
73. Papaver pseudo-orientale  Medw.
74. Papaver pseudocanescens  Popov
75. Papaver pulvinatum  Tolm.
76. Papaver purpureomarginatum  Kadereit
77. Papaver pygmaeum  Rydb.
78. Papaver radicatum  Rottb.
79. Papaver rhoeas  L.
80. Papaver rubroaurantiacum  (Fisch. ex DC.) C.E.Lundstr.
81. Papaver rupifragum  Boiss. & Reut.
82. Papaver saichanense  Grubov
83. Papaver schamurinii  V.V.Petrovsky
84. Papaver setosum  (Tolm.) Peschkova
85. Papaver smirnovii  Peschkova
86. Papaver sokolovskajae  Prob.
87. Papaver somniferum  L.
88. Papaver stanovense  (Petroch.) Peschkova
89. Papaver stubendorfii  Tolm.
90. Papaver tatricum  (A.Nyár.) Ehrend.
91. Papaver tenellum  Tolm.
92. Papaver tianschanicum  Popov
93. Papaver tolmatschevianum  N.S.Pavlova
94. Papaver turczaninovii  Peschkova
95. Papaver udocanicum  (Peschkova) Peschkova
96. Papaver variegatum  Tolm.
97. Papaver virchowii  Asch. & Sint. ex Boiss.
98. Papaver walpolei  A.E.Porsild
99. Papaver yildirimlii  Ertekin